# Maliang
Maliang (kinesiska: 马良镇, 马良) är en köping i Kina. Den ligger i den autonoma regionen Guangxi, i den södra delen av landet, omkring 170 kilometer nordost om regionhuvudstaden Nanning.
Genomsnittlig årsnederbörd är 2 140 millimeter. Den regnigaste månaden är maj, med i genomsnitt 389 mm nederbörd, och den torraste är oktober, med 36 mm nederbörd.